# Margarete Wallmann
Pour les articles homonymes, voir Wallmann.
Margarete (également appelée Margarethe, Margherita ou Margarita) Wallmann est une danseuse, puis une chorégraphe et une metteuse en scène d'opéra autrichienne, née à Vienne le 22 juin 1904 et morte à Monaco le 2 mai 1992.

## Biographie
Née en 1904 à Vienne,,,, elle étudie la danse à Paris avec Olga Preobrajenska. À 15 ans, elle est soliste dans la troupe de l'Opéra de Munich. Elle s'intéresse à la danse expressionniste (Ausdruckstanz) qui émerge grâce à  Mary Wigman. Elle la voit danser en 1929 et la suit dans son lieu d'enseignement à Dresde,. Elle ouvre une école de danse, une filiale Wigman, à Berlin de 1927 à 1932. Mais en 1934, durant des répétitions à l'Opéra de Vienne, elle est victime d'un accident en tombant dans une trappe et en faisant une chute de 4 mètres, se cassant une hanche.
Sa carrière de ballerine étant finie, elle  commence à mettre en scène des opéras, en particulier grâce à Bruno Walter qui l'engage comme chorégraphe officieuse du festival de Salzbourg : « Je n’ai jamais voulu être metteure en scène d’opéra, j’ai été élue par les grands compositeurs et les grands chefs d’orchestre de notre temps, car ils ont pensé que j’avais du talent pour faire de la mise en scène ». Elle chorégraphie donc, notamment pour le festival de Salzbourg avec Max Reinhardt, première femme dans ce domaine, et met en scène en particulier un Orphée de Christoph Willibald Gluck  remarqué en 1936. Elle met à profit sa connaissance de la danse et des ballets. En 1937, elle met en scène ses premières productions en Italie au Mai musical florentin et à la Scala de Milan. Après un passage à Hollywood, elle émigre en 1938 en Argentine. Durant la Seconde Guerre mondiale, elle dirige le ballet du Teatro Colón de Buenos Aires où elle se lie d'amitié avec sa compatriote viennoise Mariette Lydis.
À la fin de la Seconde Guerre mondiale, elle revient en Europe, fréquente Arturo Toscanini et prend la direction du ballet de la Scala, avec lequel elle crée entre autres Vita dell'uomo de Alberto Savinio (1958). Parallèlement, elle y met en scène à partir de 1952 de nombreux opéras, dont plusieurs avec Maria Callas dont elle est la chorégraphe particulière : Médée de Luigi Cherubini dirigé par Leonard Bernstein (1953), Alceste dirigé par Carlo Maria Giulini (1954), Norma de Vincenzo Bellini (1955), Un ballo in maschera de Giuseppe Verdi (1957) mais aussi Turandot de Giacomo Puccini avec Birgit Nilsson (1958). Elle réalise la chorégraphie d'Aïda (1953), film de Clemente Fracassi adapté de l'opéra de Verdi.
Son approche innovante de la mise en scène lui vaut également de participer à de nombreuses créations : David de Darius Milhaud (1953), L'Ange de feu de Sergueï Prokofiev (1955), Meurtre dans la cathédrale (1958) de Ildebrando Pizzetti, Atlantida, opéra posthume de Manuel de Falla (1962), L'Opéra d'Aran de Gilbert Bécaud (1962, théâtre des Champs-Élysées), Les Diables de Loudun de Krzysztof Penderecki (1969), Andréa del Sarto de Daniel-Lesur (1969), Antoine et Cléopatre d'Emmanuel Bondeville (1974) et surtout Dialogues des carmélites de Francis Poulenc en 1957 à la Scala,, etc.
Elle met également en scène La Gioconda d'Amilcare Ponchielli au Metropolitan Opera (1966), Turandot de Puccini, Les Troyens de Hector Berlioz, Un ballo in maschera et Don Carlos de Verdi à l'Opéra de Paris.
Sa dernière production est  Le Chevalier à la rose de Richard Strauss pour l'Opera de Montecarlo en 1987. Elle publie une autobiographie en 1976, et meurt à Monaco, à Monte-Carlo, le 2 mai 1992,.

## Filmographie
- Giacomo Puccini : Turandot avec Birgit Nilsson, direction Georges Prêtre, 1969 (Legato Classics)

## Autobibliographie
Margherita Wallmann, Les Balcons du ciel, mémoires, Robert Laffont, 1976. Réédité en 2004 sous le titre : Sous le ciel de l'opéra. Mémoires, Felin, 2004  (ISBN 2-86645-562-2)